# Raigeringer Kirchweih

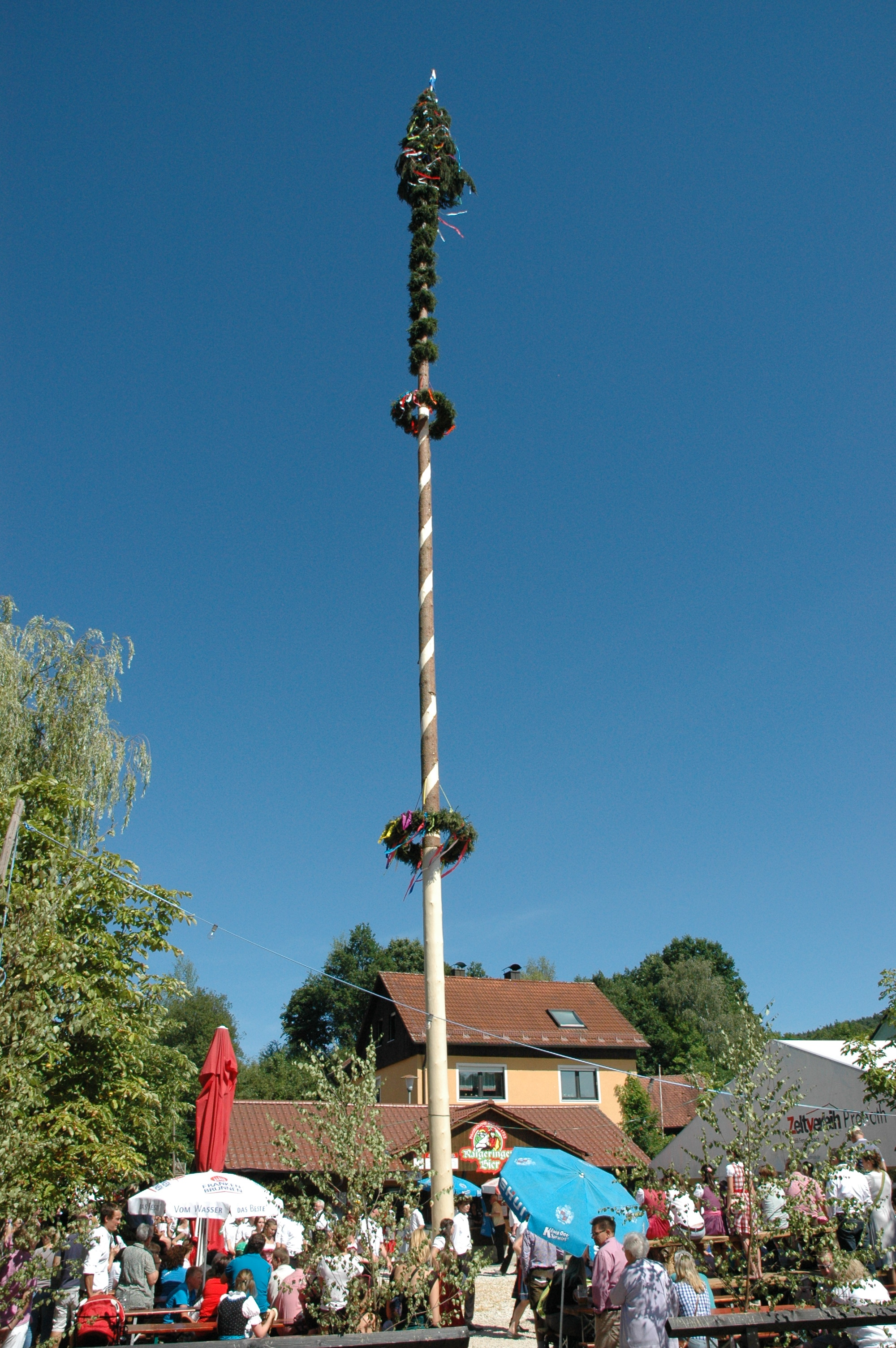
Der Raigeringer Kirchweihbaum, das Wahrzeichen einer jeden Kirchweih, aus dem Jahr 2015

Die Raigeringer Kirchweih (im Dialekt: Racheringer Kirwa) ist ein jährlich stattfindendes siebentägiges Fest im Ortsteil Raigering der kreisfreien Stadt Amberg in Bayern. Die Kirchweih ist untrennbar mit dem für die Gestaltung und Auslebung der Bräuche und Traditionen zuständigen Burschenverein 07 Raigering verbunden. Die Raigeringer Kirwa ist Teil des Immateriellen Kulturerbes Kirwa im Amberg-Sulzbacher Land.

## Burschenverein 07 Raigering

### Geschichte

#### Gründungsjahre

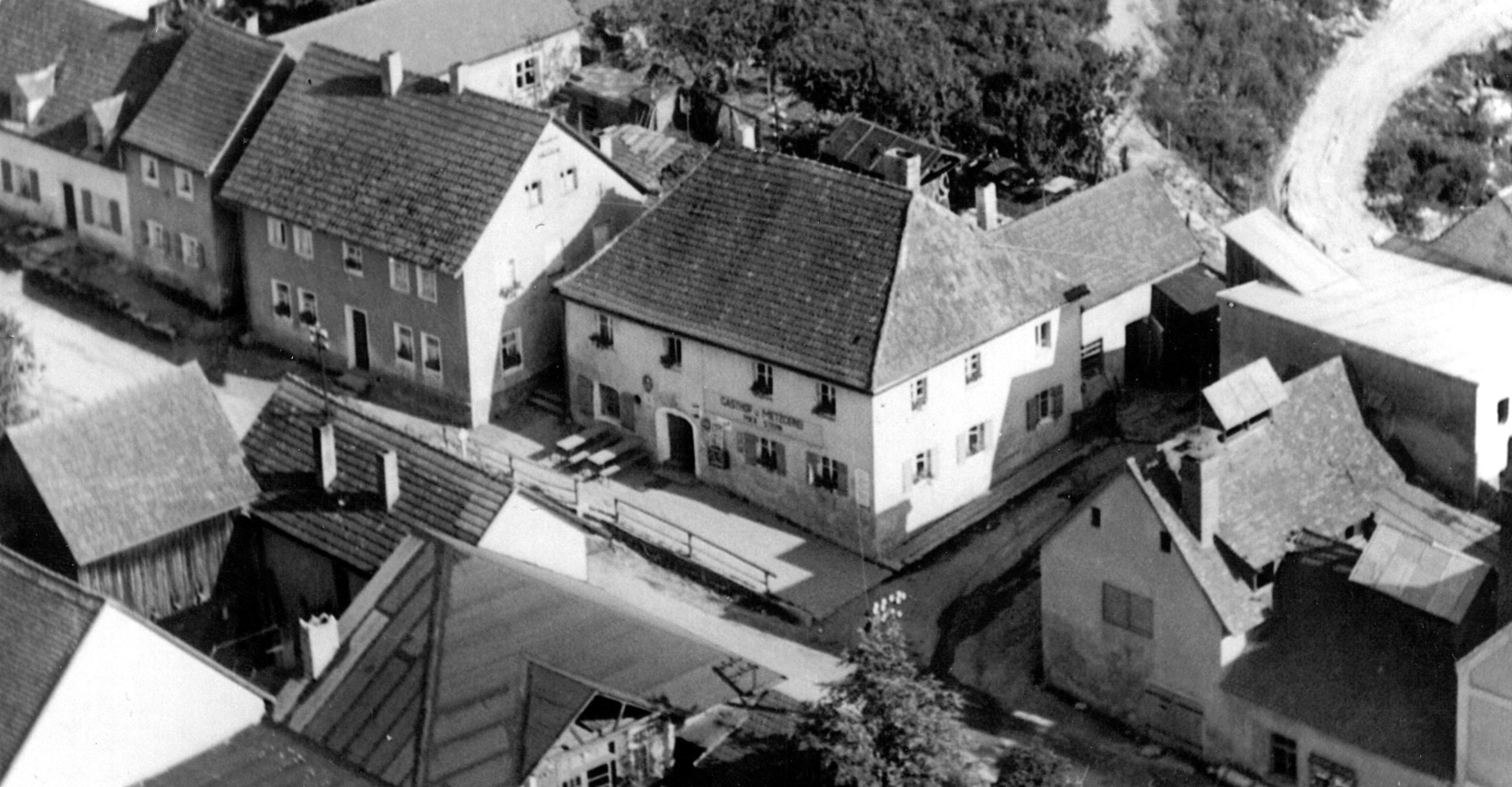
Gasthaus Max Sterk in Raigering, Gründungslokal des Burschenvereins

Die Anfänge der Kirchweih in Raigering sind unbekannt. 1907 begann der Burschenverein Raigering die Tradition fortzuführen. Am 21. September 1907 trafen sich im ehemaligen Gasthaus Max Sterk, heute Metzgerei Schuch, 16 junge Männer aus Raigering und gründeten den Burschenverein Raigering. Zweck war und ist die Pflege geselliger Unterhaltung, vor allem die Pflege alter Bräuche und die Veranstaltung von Ausflügen. An der mündlichen Weitergabe von Liedern, Handwerkstechniken oder Abläufen hat sich im Laufe der Zeit, außer einigen kleineren Anpassungen hinsichtlich der Sicherheitsvorkehrungen und zeitlichen Wandlungen kaum etwas verändert. Die Gründungsmitglieder und erste Vorstandschaft waren: Johann Pirzer (1. Vorstand), Wolfgang Pfisterer (Schriftführer), Georg Hufnagel (Kassier), Franz Baumer, Leonhard Hiltl und Johann Stich (alle drei Ausschuss), Johann Auer, Karl Baumer, Johann Birner, Sebastian Kirner, Leonhard Pirzer, Johann Rohrwild, Johann Schneeberger, Georg Schwab, Karl Söllner und Georg Weigl. Das gut erhaltene Gründungsprotokoll wurde dem Verein anlässlich des 65-jährigen Gründungsjubiläums 1972 übergeben und wird im Stadtarchiv Amberg aufbewahrt.
1922 beschlossen die Mitglieder die Anschaffung einer Fahne, die am 14. Mai 1922 in der Wallfahrtskirche auf dem Mariahilfberg geweiht wurde.

#### Wiederaufleben nach dem Zweiten Weltkrieg
Durch den Zweiten Weltkrieg kam das Vereinsleben vollständig zum Erliegen. Die Heimgekehrten ließen jedoch schon bald nach Kriegsende, zuerst noch ohne offizielle Genehmigung, die alten Bräuche der Burschen wieder aufleben und hielten Veranstaltungen ab. Die erste „inoffizielle“ Vorstandschaft war besetzt mit Hans Bauer, Josef Bauer, Leonhard Bauer, Josef Donhauser, Toni Gerster, Christoph Kölbl, Richard Träxler und Richard Wiesgickl. Im Januar 1948 wurden dann die ersten offiziellen Versammlungen abgehalten und die Lizenzierung des Vereins eingeleitet. Der Burschenverein konnte wieder, wie vor dem Krieg, Theater spielen, Ausflüge und Fahrten organisieren und natürlich feierte der Verein auch wieder alle Jahre seine Kirchweih. Die Lizenzierung bedeutete jedoch nicht die Eintragung ins Vereinsregister, denn der Burschenverein 07 Raigering ist bis zum heutigen Tag kein eingetragener Verein.

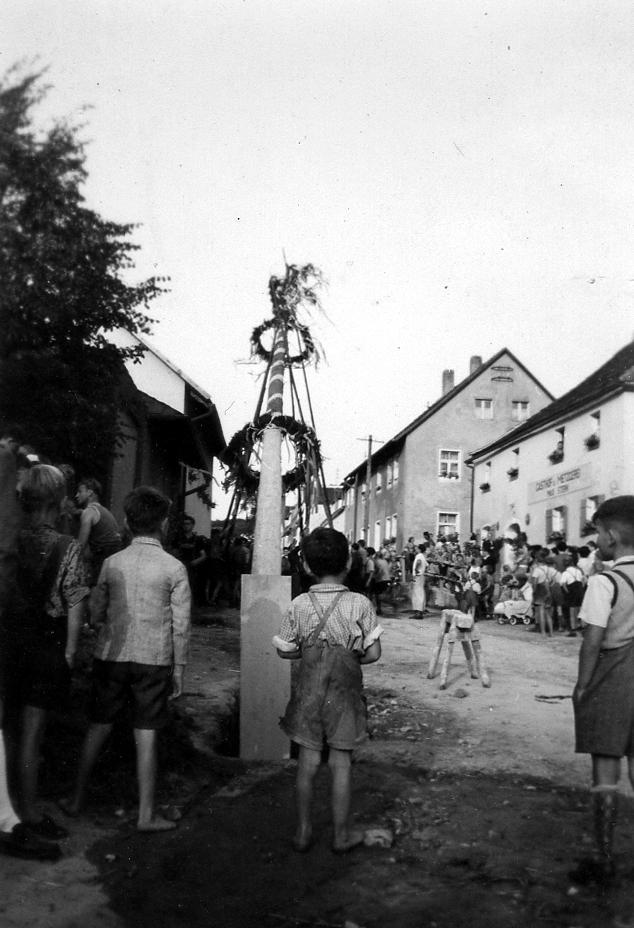
Baumaufstellen in der Hofmark Raigering

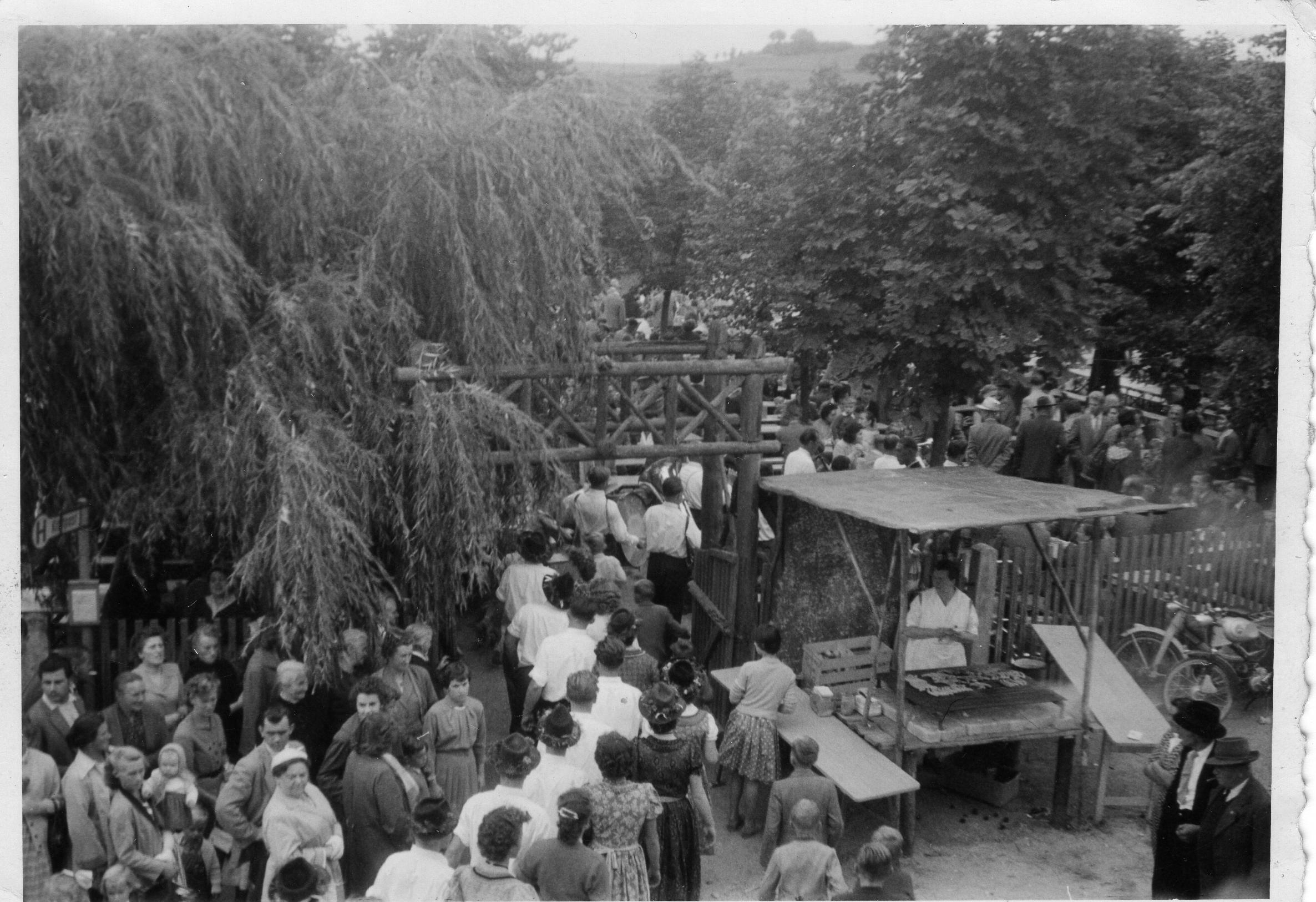
Raigeringer Kirchweih im Sterkgarten (zwischen 1955 und 1965)

1956 änderte sich der Standort des Kirwabaums von der Hofmark hin zum Festplatz der Brauerei Sterk. Seit 2010 ist das Baumloch zudem aus Sicherheitsgründen an drei Seiten mit Beton ausgeschachtet.
In den nächsten Jahren blühte der Verein auf und so konnte am 24. und 25. Juni 1957 das 50-jährige Gründungsfest abgehalten werden. Während dieses Festes knüpft der Burschenverein auch die ersten Kontakte zum jetzigen Patenverein, dem Burschenverein „Morgenrot“ Münchshofen, und seit der Fahnenweihe in Münchshofen im Jahre 1959 riss dieser Kontakt auch nicht mehr ab.

#### Nach der Gemeindegebietsreform
Im Rahmen der Gebietsreform wurde die Gemeinde Raigering 1972 in die Stadt Amberg eingegliedert. Dieses Ereignis hatte auch Auswirkungen auf die Kirchweih. Die Raigeringer Gemeinderäte haben damals – so erzählt man sich – als Bedingung für die Eingemeindung herausgehandelt, dass ab dem Zeitpunkt der Eingemeindung der Kirwabaum alljährlich vom Bürgermeister der Stadt Amberg zu stiften sei. Dies wird bis heute so gepflegt.
Vor dem 70-jährigen Jubiläum beschloss der Verein eine eigene Ehrenordnung. Darin wurde festgelegt, welche Voraussetzungen ein Mitglied erfüllen muss, um Ehrenmitglied oder geehrtes Mitglied zu werden.
Das 75-jährige wurde mit der Weihe einer neuen Fahne durch den damaligen bischöflichen Rat Andreas Meckl verbunden. Auf der neuen Fahne wurden die Stickereien der alten in veränderter Form übernommen und zusätzlich auf der Rückseite ein Pandurenreiter aufgestickt.
Beim 90-jährigen Gründungsfest fand im Vorfeld erstmals ein öffentliches Schirmherrschaftsbitten eines Vereins auf dem Marktplatz im Amberg statt. Von den Raigeringer Musikanten und einer Gruppe Pandurenreitern begleitet, zog der Burschenverein durch die Georgenstraße auf den Marktplatz ein, wo sie vom späteren Schirmherrn Oberbürgermeister Wolfgang Dandorfer empfangen wurden.

### Mitgliedschaft
Mitglied im Verein dürfen nur ledige, männliche Raigeringer mit vollendetem 16. Lebensjahr werden, die mindestens sieben Jahre im Dorf gewohnt haben und darüber hinaus einen guten Leumund besitzen. In der Zeit zwischen 1957 und 1974 durften sich auch „Nicht-Raigeringer“ um die Mitgliedschaft bewerben.

### Soziales Engagement
Immer wieder steht beim Burschenverein 07 Raigering auch das Wohlergehen anderer in Raigering im Blickpunkt. So wurde schon 1975 unter anderem der Bau des Kinderspielplatzes personell und finanziell unterstützt. Für den Kindergartenneubau 1980 wurde zudem der Reinerlös des Katreintanzes gespendet. Auch nach dem 90- und 100-jährigen Jubiläum wurde der Kindergarten wieder mit einer Geldspende unterstützt. Ebenfalls regelmäßig bedacht wurde die Jugendabteilung des SV Raigering mit Geld- oder Sachspenden.

## Ablauf der Raigeringer Kirchweih

### Vorbereitungen
Inoffiziell eröffnet wird die Kirchweih mit der Kirwaversammlung des Burschenverein 07 Raigering am Freitag der Vorkirwawoche. Hierbei wird die Organisation und Verteilung der Arbeiten besprochen sowie dient sie den Burschen als Einläutung in die Kirchweih.
Mit dem "Baumholen" am Mittwoch der Aufbauwoche starten die eigentlichen Vorbereitungen für das Fest, bei dem eine meist zwischen 35 und 40 m große Fichte aus dem Stadtwald geholt und ins Dorf gebracht wird. Dieser Tag markiert den offiziellen Beginn der Kirchweih. Die Gäste finden sich an diesem und den folgenden zwei Tagen vor allem im Biergarten ein, der direkt in den Festplatz übergeht und erst ab Samstag mit Biergarnituren bestückt wird.
Die folgenden zwei Tage sind für die Burschen die arbeitsintensivsten der Kirwawoche. Durch intern, mündlich überlieferte Techniken und Vorgehensmuster erfolgt die Aufteilung des Baumes in Abschnitte, in denen der Baum unterschiedlich geschält wird, zudem wird der Gipfel gerichtet. Dieser wird meist durch die Fällung sowie den Transport mittels "Sterz-Verfahren", d. h. Lenken des hinteren Wagenteils mittels an der Achse befestigter Ketten, in Mitleidenschaft gezogen. Das Herrichten des Gipfels wird zumeist von den älteren Burschen verrichtet. Zudem wird in dieser Zeit auch das Baumloch nur mit Schaufel und Pickel von den Burschen händisch ausgegraben, diese Arbeit erfolgt vor allem durch die jüngeren Mitglieder des Burschenvereins. Während dieser Tage wird der Baum ständig tags und nachts zum Schutz vor Übergriffen bewacht. Der Baum wird zudem durch eine Girlande und zwei Kränze geschmückt, die aus Fichtenzweigen bestehen und in einer besonderen Befestigungstechnik am Freitag erstellt werden. An diesem Tage wird auch das Tanzpodium instand gesetzt. Diese gut gehüteten Arbeitsweisen werden von Generation zu Generation mündlich überliefert und aktiv erlernt.

### Kirchweihsamstag
Anschließend folgt am Kirwasamstag der erste große Festtag. Zeitgleich zu den letzten Arbeiten der Burschen treffen sich die Kirwamoidln am Festplatz und binden zusammen den Blumenkranz für den Hut ihrer Burschen. Auch hier werden den jüngeren Moidl von den Erfahreneren Tipps und Techniken, wie auch bei den Burschen, mündlich weitergegeben. Bis zu 80 Raigeringer Männer verschiedener Generationen tragen den geschmückten Baum per Hand vom Lagerplatz an das Baumloch, um ihn im Anschluss rein mit Manneskraft durch Zuhilfenahme s.g. "Schwalb´n" – ein Paar mit Stricken verbundener Fichtenstämme mit bis zu 15 m Länge – in die Senkrechte zu hieven.

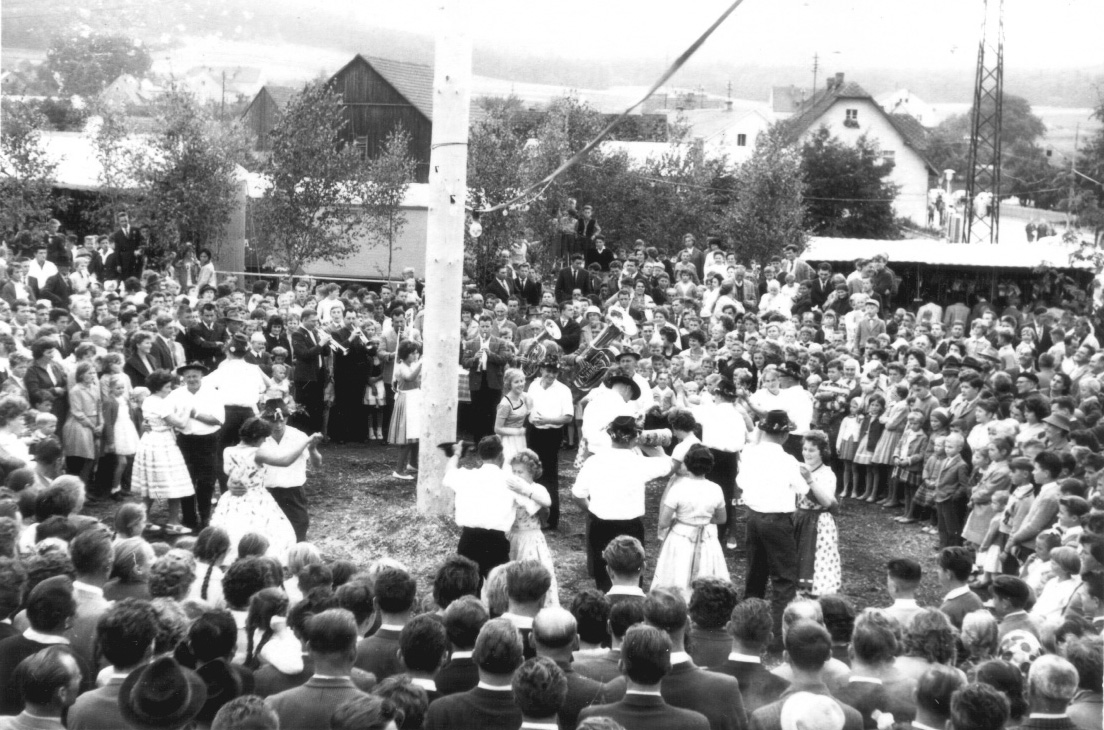
Kirwaaustanzen in Raigering

### Kirchweihsonntag
Der eigentliche Festtag folgt am Sonntag nach einer weiteren Nacht, in der der Kirwabaum wie ein Heiligtum vor Angreifern bewacht wurde. In traditioneller Tracht holen die Kirwaburschen, gekleidet in schwarzer Stoffhose, weißem Hemd und mit dem geschmückten Hut, ihre Kirwamoidln ein und treffen sich, um sich auf das "Austanzen" des Kirwabaumes einzustimmen. Dieses findet am Nachmittag unter Beobachtung von hunderten Zuschauern auf dem Festplatz statt. Die Burschen geben hierbei ihre Schnodahipfln zum Besten und tanzen mit ihren Moidln zu verschiedenen Rhythmen um den Baum.

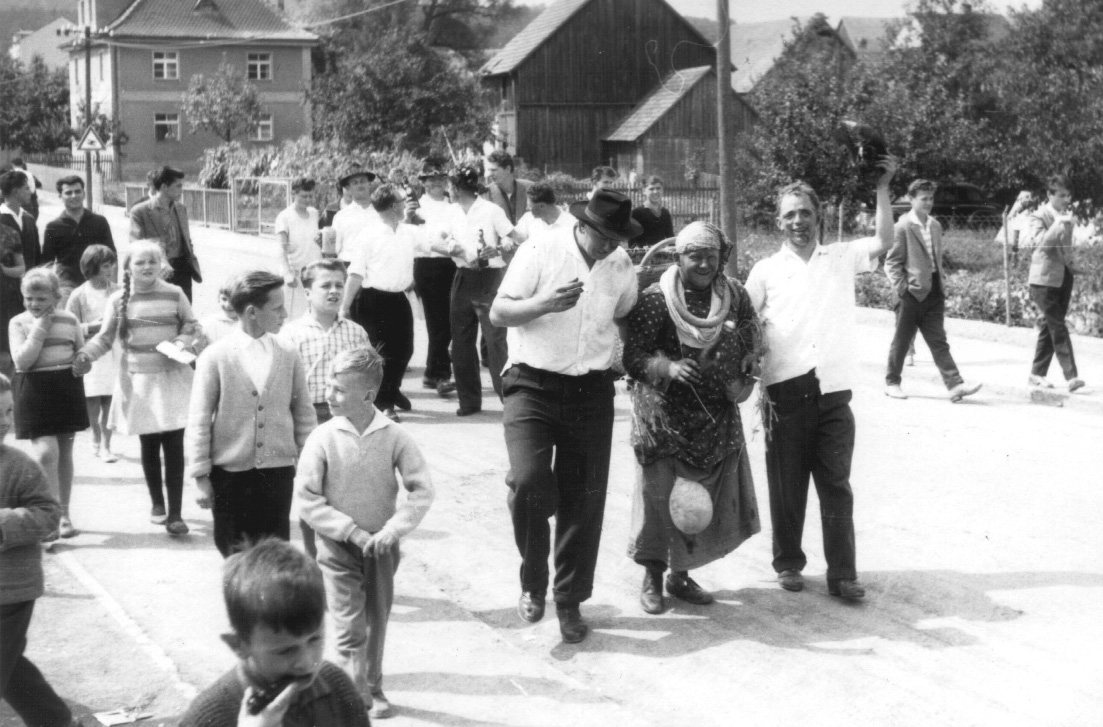
Bärentreiben 1961 Raigering

### Kirchweihmontag
Nach dem Festsonntag steht um 06:00 Uhr des darauffolgenden Tages der "Weckruf" auf dem Programm, bei dem mit Trommeln durch das Dorf gezogen und die Einwohner auf den Kirwamontag und das Bärentreiben aufmerksam gemacht werden. Dabei wird der von den Dorfkindern gefürchtete "Kirwabär", welcher in Raigering mit Gummistiefeln, Schürze, Kopftuch, Schweineblase, Kuhschwanz und der "Kirm" bekleidet sowie schwarz bemalt ist, unter musikalischer Begleitung durch das Dorf getrieben und darf an ausgewählten Station mit den Frauen des Hauses tanzen. Als letzte Station findet sich der Tross wieder im Biergarten ein. Dieser ist auf Grund des zeitgleich stattfindenden Frühschoppens schon sehr gut vor allem mit der Raigeringer Bevölkerung und auch auswärtigen Gästen gefüllt. Am Montagabend ziehen die Kirwapaare, wieder festlich gekleidet auf den Kirwaplatz ein. Um zudem die besondere Stellung des Kirwabären an diesem Tage herauszustellen, tanzt er mit seinem Moidl umgeben von den anderen Paaren die s.g. 3 fürn Bär´n. Im Anschluss werden noch die s.g. 3 für die Alten getanzt. Hier dürfen/sollen diejenigen Männer, die früher beim Burschenverein waren und nun verheiratet sind, mit ihren Frauen (meistens haben sie in dieser Konstellation auch mindestens eine Kirchweih miteinander ausgetanzt) auf die Tanzfläche kommen. Die aktuellen Paare stehen für sie Spalier und die Männer nehmen sich in der Regel für diesen Tanz einen Hut der aktuellen Kirwaburschen.

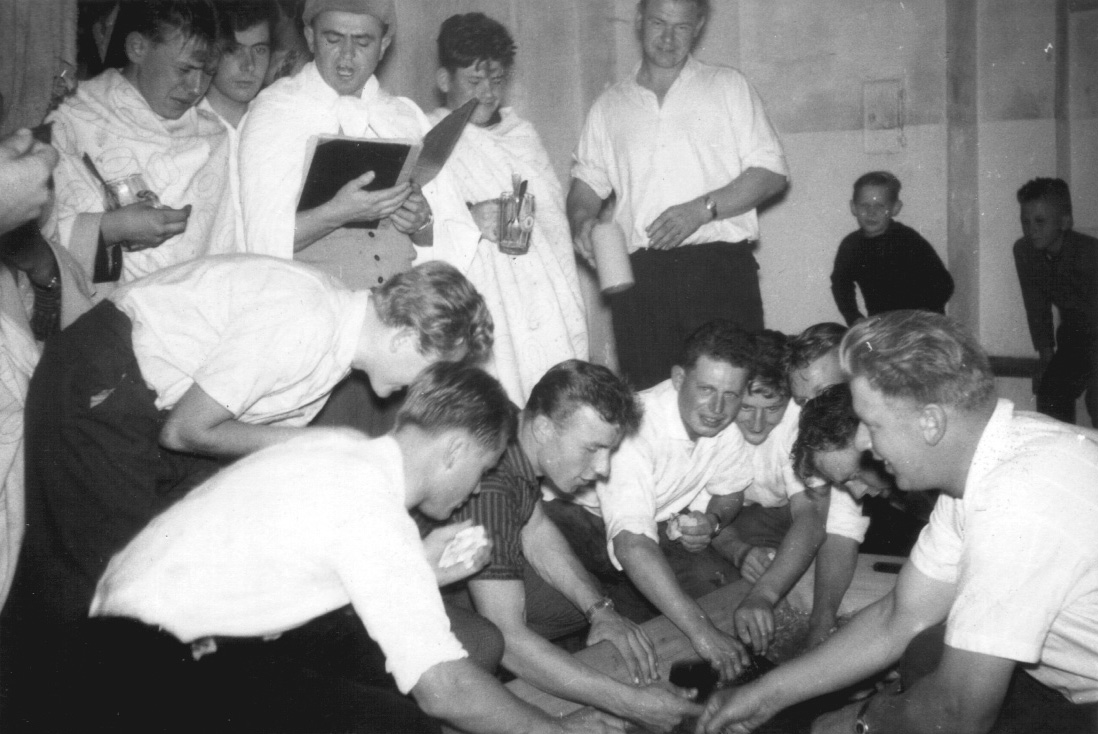
Geldbeutelwaschen 1961 Raigering

### Kirchweihdienstag
Eine weitere Besonderheit der Raigeringer Kirchweih stellt der Kirwadienstag dar, an dem Fehlverhalten, nennenswerte Ereignisse und Anregungen von Seiten der älteren Raigeringer in einer heiteren "Predigt" verbunden mit der jährlich vorgetragenen Litanei den aktiven Kirwaburschen vorgehalten werden und das Ende der Kirwazeit betrauert wird. Burschen, die sich etwas zuschulden kommen haben lassen, werden im Anschluss in einen wassergefüllten Trog geworfen und dürfen mit einem letzten Tanz zusammen mit ihren Moidln die Kirchweih offiziell beenden.

## Die Raigeringer Kirchweih und die Kirche
Die Raigeringer Kirchweih ist ein frühes Beispiel für die Loslösung des Kirchweihbrauches vom eigentlichen kirchlichen Hintergrund. Das Josefs-Patrozinium oder der Weihetag der 1969/71 erbauten Kirche hatten und haben auf die Terminierung der Kirchweih keinerlei Auswirkungen. Auch eine Einbindung des örtlichen Pfarrers oder der gemeinsame Besuch des Gottesdienstes am Kirwasonntag entfallen. Auf Grund der mangelnden Anbindung an ein kirchliches Fest kam und kommt dem Kirwabaum eine besondere Bedeutung zu. Bis zum Sonntag dreht sich die Kirchweih von der Fällung und die Schmückung und Bewachung bis hin zum Aufstellen und Austanzen hauptsächlich um den Baum. Ebenso spielt aber auch die Politik an den Kirwatagen keine Rolle, es gibt weder ein Grußwort noch eine Ansprache eines Politikers oder wird die Kirchweih durch die Obrigkeit eröffnet.

## Termin
Bis zum Jahr 1963 fand die Kirchweih im August statt. Auf Grund mehrfacher Probleme mit dem Wetter entschloss man sich, die Kirchweih in den Juli zu verlegen. Seit 1964 findet die Raigeringer Kirchweih nun von Mittwoch bis Dienstag um den letzten Sonntag im Juli statt.

## Berichterstattung in den Medien
Die Raigeringer Kirchweih erfährt im Vergleich zu anderen Kirchweihfesten in der Region Amberg-Sulzbach eine deutlich überdurchschnittliche Aufmerksamkeit in den Medien. Vor allem Amberger Zeitung und Mittelbayerische Zeitung berichten jedes Jahr intensiv über die Raigeringer Kirchweih. Auch in überregionalen Medien ist die Raigeringer Kirchweih immer wieder Gegenstand der Berichterstattung:
- Das Organisationskomitee der Olympischen Sommerspiele 1972 in München überlegte, den Athleten aus aller Welt die typischen Bräuche Bayerns auf einem Heimatabend näher zu bringen. Dem damaligen Oberpfälzer Bezirksheimatpfleger Adolf Eichenseer fiel hierbei für seinen Bezirk die Raigeringer Kirchweih ein. Daher drehte er 1970 einen Film, aus jedoch nicht zu recherchierenden Gründen kam die Aufführung doch nicht zustande. Bei der Eröffnung des Donau-Einkaufszentrum in Regensburg kam es dann aber zur Uraufführung.

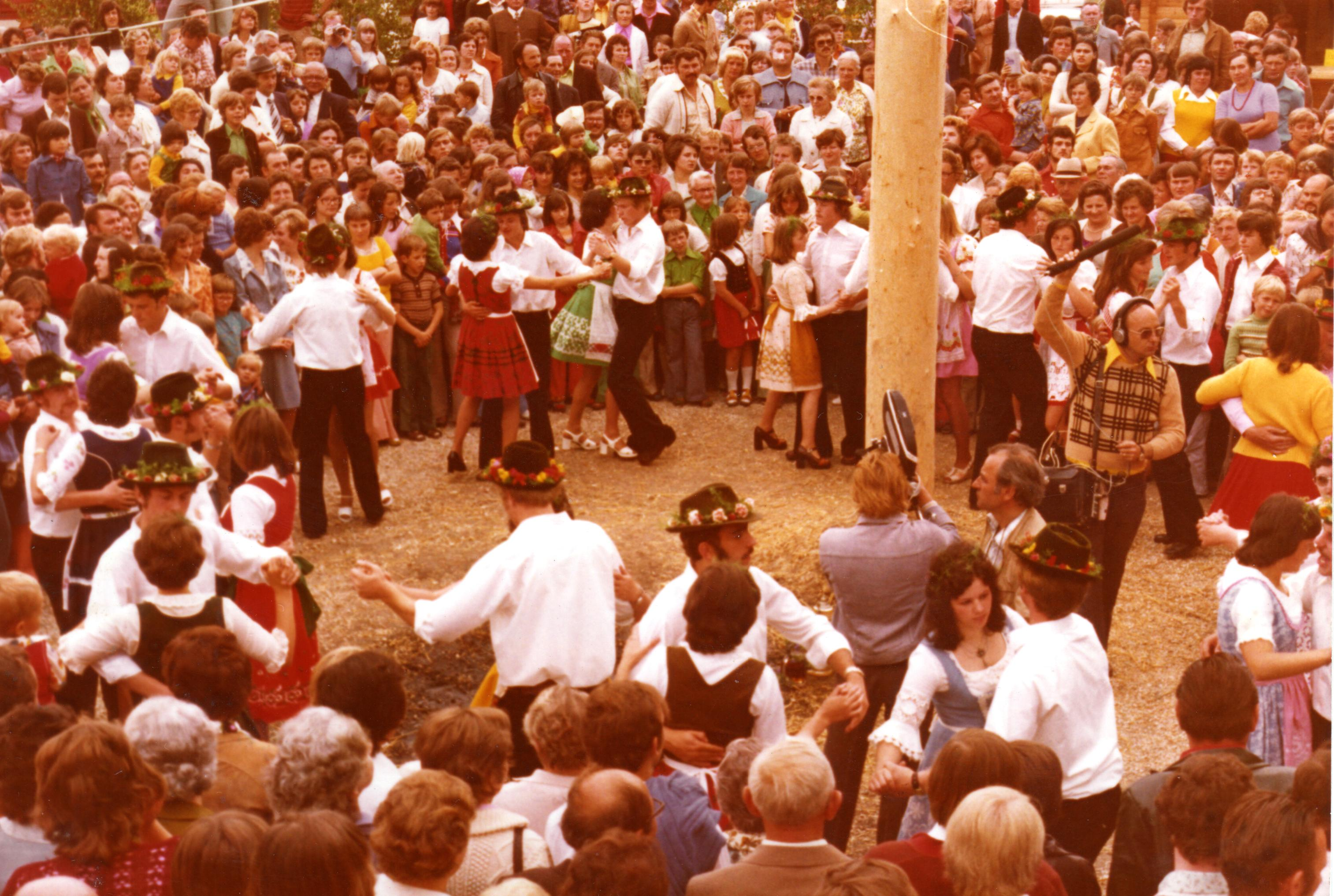
Der Bayerische Rundfunk auf der Kirchweih in Raigering 1975

- 1975 machte der Bayerische Rundfunk den Verein und die Kirchweih weit über die Grenzen des Landkreises Amberg-Sulzbach hinaus bekannt, als er für die Sendereihe Unter unserem Himmel einen Film über die Raigeringer Kirchweih drehte und im Oktober desselben Jahres ausstrahlte. Regelmäßig wurde dieser Beitrag im Bayerischen Rundfunk wiederholt.[6]
- 2013 verfolgte ein Reporterteam des Servus-Magazin eine Woche lang die Geschehnisse rund um die Raigeringer Kirchweih. Der daraus entstandene Artikel erschien in der Bayern-Ausgabe im Juli 2014.[7]

## Trivia
- Offizieller Burschengruß: „Einigkeit und Fröhlichkeit erfreut den Burschen jederzeit“[3]

- Die gastronomische Infrastruktur sowie den Festplatz stellt die Privatbrauerei Sterk und trägt somit das unternehmerische Risiko, erhält dadurch aber auch den ökonomischen Nutzen. Für die Ausübung der Bräuche dagegen ist allein der Burschenverein 07 Raigering zuständig.

- Im Buch „Mir hom Kirwa: Kirchweihfreuden aus der Oberpfalz“ von Uli Piehler wird ebenfalls über die Besonderheiten des Kirwabären und des Kirwadienstags der Raigeringer Kirchweih berichtet.[8]